# Stuart Rudin
Pour les articles homonymes, voir Rudin.
Stuart Rudin est un acteur américain, interprète mineur d'une trentaine de séries télévisées ou de films, dont Le Silence des agneaux, où il tient le rôle de Miggs.

## Filmographie
- 2006 : Les Soprano
- 2001 : Sex and the City
- 1994 : Léon : chauffeur de taxi de Léon
- 1991 : Le Silence des agneaux : Miggs